# 헝가리의 여자 배우 목록

## 가
- 거알 프란치스카
- 기트로 커털린

## 나
- 나러이 테리

## 다
- 더이부카트 일로너
- 데버 커밀러
- 드러호터 언드레어

## 라
- 라디크 커털린
- 루트커이 에버

## 마
- 마루쿠스 에밀리어

## 바
- 바로 언너
- 실비아 바르고바
- 바린트 에스테르
- 반팔비 아그네스
- 버르소니 로시
- 버르터 메리
- 버요르 기지
- 버이 일우스
- 벌라즈 언드레어
- 벌로 에리커
- 베레스 일로너
- 베렉 커티
- 보조 언드레어

## 사
- 시몬 머르처

## 아
- 아거이 이렌
- 야사이 마리
- 어고츠 유디트
- 언드라디 저네트
- 언털 올거
- 엄브로스 어스머
- 차사르 엉겔러
- 오로슬란 소녀
- 오스바르트 언드레어
- 외르켄이 에바

## 자
- 젠타이 언너

## 차
- 초모르 아그네스

## 카
- 크렌치 머리어네

## 타
- 템메시 헤디

## 파
- 팔머이 일커
- 페러리 비올레터
- 퓌르 어니코

## 하
- 허러스티 미치
- 혼티 헌너